# Madatyphlops domerguei
Madatyphlops domerguei — вид змій родини сліпунів (Typhlopidae). Ендемік Мадагаскару. Вид названий на честь французького натураліста Шарлья Домерга.

## Поширення і екологія
Madatyphlops domerguei відомі з двох місцевостей, розташованих на сході острова Мадагаскар. Вони живуть в тропічних лісах. Відкладають яйця.